# Syncrossus
Syncrossus è un genere di pesci d'acqua dolce appartenenti alla famiglia Cobitidae.

## Distribuzione e habitat
Queste specie sono diffuse in Asia meridionale, dall'India alla Malaysia, dove abitano acque diverse.

## Descrizione

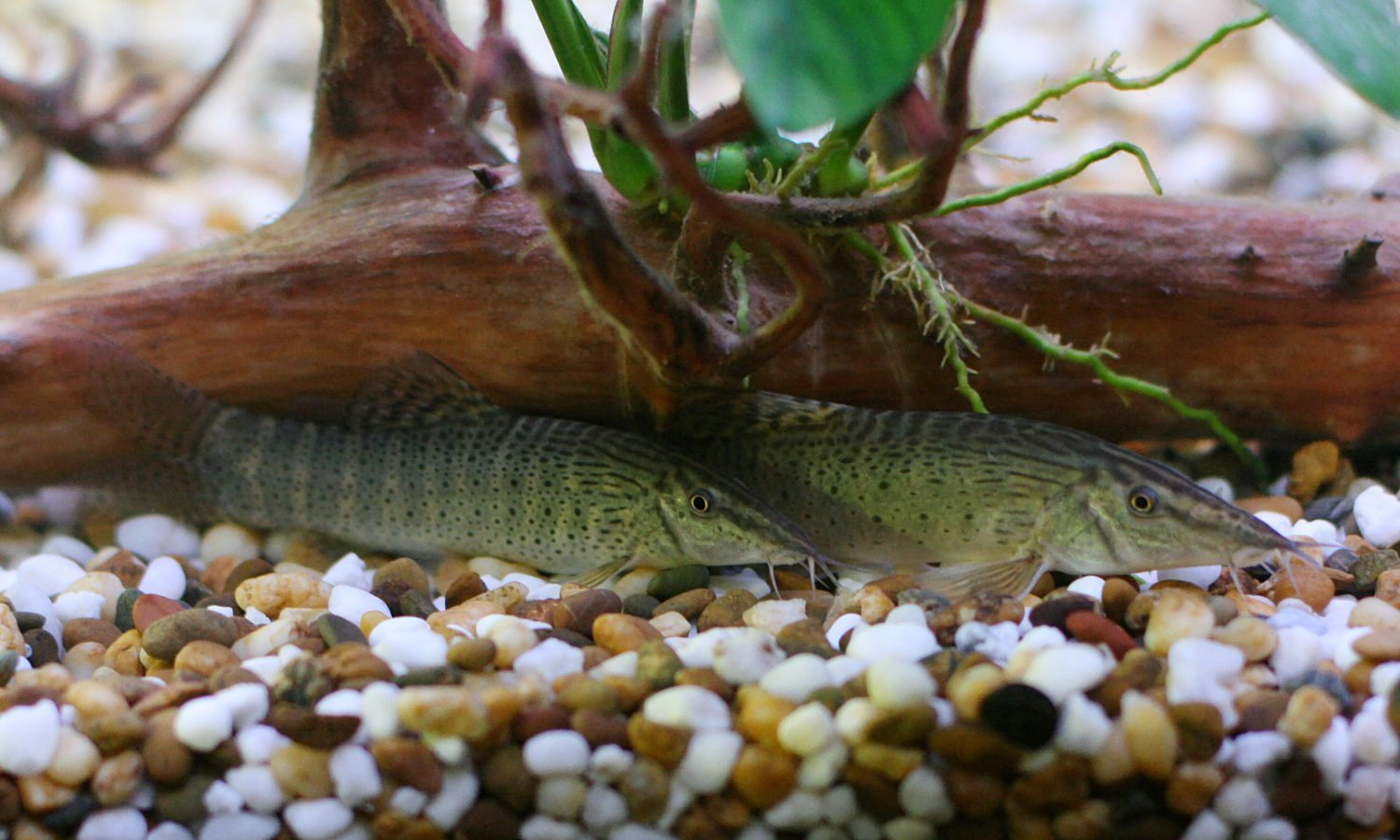
Syncrossus beauforti

I pesci del genere Syncrossus presentano un corpo alto e allungato, compresso ai fianchi, con pinne robuste e la particolare forma della testa, allungata e con muso affusolato, rivolto perso il basso, provvisto di barbigli. La livrea, anche se diversa per ogni specie, vede un fondo grigio bruno screziato e tigrato di scuro. 

Le dimensioni sono varie, dai 10 cm di Syncrossus reversa ai 30 cm di Syncrossus helodes.

## Acquariofilia
Anche se non molto diffuse a livello commerciale, alcune specie sono allevate da appassionati.

## Specie
Al genere sono ascritte 5 specie:
- Syncrossus beauforti
- Syncrossus berdmorei
- Syncrossus helodes
- Syncrossus hymenophysa
- Syncrossus reversa